# Okerkaptangare
De okerkaptangare (Tangara gyrola) is een zangvogel uit de familie Thraupidae (tangaren).

## Verspreiding en leefgebied
Deze soort telt negen ondersoorten:
- T. g. bangsi: van Nicaragua tot westelijk Panama.
- T. g. deleticia: van oostelijk Panama tot centraal en westelijk Colombia.
- T. g. nupera: zuidwestelijk Colombia, westelijk Ecuador en noordwestelijk Peru.
- T. g. toddi: noordelijk Colombia en noordwestelijk en noordelijk Venezuela.
- T. g. viridissima: noordoostelijk Venezuela en Trinidad.
- T. g. catharinae: van centraal Colombia door oostelijk Ecuador en oostelijk Peru tot westelijk en centraal Bolivia.
- T. g. parva: oostelijk Colombia, zuidelijk Venezuela, noordoostelijk Peru en noordwestelijk Brazilië.
- T. g. gyrola: zuidoostelijk Venezuela, de Guyana's en noordelijk Brazilië.
- T. g. albertinae: centraal Brazilië bezuiden de Amazone.